# Кардашинка
Кардашинка (укр. Кардашинка) — село в Голопристанской городской общине Скадовского района Херсонской области Украины. В 2022 году, во время вторжения России на Украину, село было захвачено. На данный момент находится под оккупацией ВС РФ.
Население по переписи 2001 года составляло 1303 человека. Почтовый индекс — 75611. Телефонный код — 5539. Код КОАТУУ — 6522381002.
В селе родился Герой Советского Союза Антон Михайлович Саламаха.

## Местный совет
75610, Херсонская обл., Голопристанский р-н, с. Великая Кардашинка, ул. Мира, 15